# Pāpīābād
Pāpīābād (persiska: پاپی آباد) är en ort i Iran.   Den ligger i provinsen Khuzestan, i den västra delen av landet, 500 km sydväst om huvudstaden Teheran. Pāpīābād ligger 92 meter över havet och antalet invånare är 122.
Terrängen runt Pāpīābād är mycket platt. Runt Pāpīābād är det ganska tätbefolkat, med 100 invånare per kvadratkilometer. Närmaste större samhälle är Susa, 11,4 km söder om Pāpīābād. Trakten runt Pāpīābād består till största delen av jordbruksmark.